# Maitland, South Australia
Maitland är en ort i Australien. Den ligger i kommunen Yorke Peninsula och delstaten South Australia, omkring 100 kilometer nordväst om delstatshuvudstaden Adelaide.
Runt Maitland är det mycket glesbefolkat, med 2 invånare per kvadratkilometer.. Maitland är det största samhället i trakten.
Trakten runt Maitland består till största delen av jordbruksmark. Genomsnittlig årsnederbörd är 502 millimeter. Den regnigaste månaden är juni, med i genomsnitt 90 mm nederbörd, och den torraste är december, med 12 mm nederbörd.